# Radio Baton

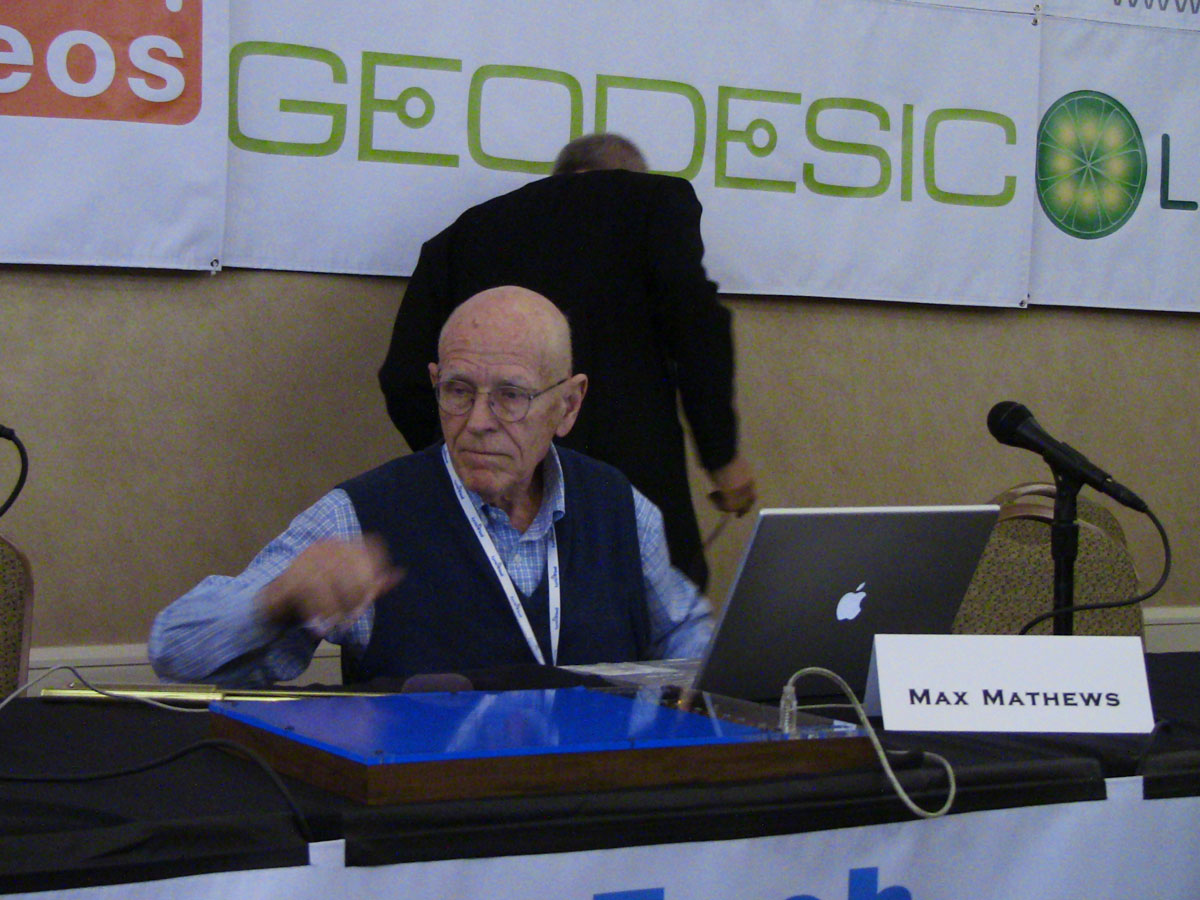
Max Mathews neben den Geräten des Radio Baton

Der Radio Baton (dt. etwa Funk-Taktstock) ist ein elektronisches Steuerungsgerät für Musikinstrumente. Es besteht aus ein oder zwei Stöcken, die über einer Unterlage in der Luft bewegt werden. Mit Hilfe des 1987 von Max Mathews entwickelten Instruments lassen sich vorher programmierte Musikstücke abspielen und während der Aufführung durch den Radio Baton in diversen Parametern (Geschwindigkeit, Lautstärke, Phrasierung, aber auch durch Einfügen von Pausen etc.) verändern.
Jeder Stock hat in seiner Spitze einen kleinen kupferummantelten Sender, die auf einer Frequenz von 50 kHz bzw. 55 kHz ein Signal aussenden. In der Unterlage befinden sich fünf Kupferplatten, die als Antenne funktionieren. Über die sich ändernde elektrische Kapazität im elektrischen Feld Antenne/Sender ist das Gerät so jederzeit über die Lage der Stöcke im dreidimensionalen Raum informiert und kann Lage und Bewegung in Befehle für das Ausgabegerät übersetzen. Mathews schrieb ein Programm, das Conductor Program, zur Bedienung des Instruments, es lässt sich aber auch mit anderer Software kombinieren. Mathews sieht den Radio Baton als direkten Abkömmling des Theremins an. Sowohl in der technischen Umsetzung als auch in der Spielweise ließ er sich vom ebenfalls berührungslosen Theremin inspirieren, Aufführungen mit dem Radio Baton erinnern an Theremin-Spiel. Das Instrument ist eine Weiterentwicklung des Radio Drums, der sich nur auf zwei Ebenen sinnvoll bewegen lässt.
Obwohl technisch weiterentwickelt als Radio Drums, fand der Radio Baton weniger Akzeptanz in der Musikwelt, laut Aussagen von Dirigenten unter anderem deshalb, weil der Bewegungsraum auf das Feld über der Unterlage beschränkt ist, was für traditionelle Dirigenten sowohl ungewohnt ist als auch unpraktisch, um mit anderen Musikern zu kommunizieren. Komponisten, die für den Radio Baton komponierten, sind unter anderem Joane Carey und Dexter Morrill und Richard Boulanger. 1991 kam es zu einer gemeinsamen Vorführung von Max Mathews (Radio Baton) und Natalia Theremin (Theremin) in Moskau, bei der sie ein Rachmaninow-Stück aufführten, wobei Theremin den Gesangspart auf dem Theremin spielte, und Mathews den Klavierpart mit Hilfe des Radio Batons.
2001 entwickelten Andrew Schloss und Peter Driessen einen Mechanismus, der die Baton-Daten direkt an einen Computer weitergibt und so Radio-Baton-Perkussion mit deutlicher höherer Responsivität und Bewegungsfreiheit ermöglicht.